# Hemisorghum
Hemisorghum es un género de plantas herbáceas perteneciente a la familia de las poáceas. Es originario de la India, Birmania, el sudeste asiático. En las laderas y riberas de los ríos. 

## Especies
- Hemisorghum mekongense
- Hemisorghum venustum